# Kaiserliches Postamt Bützow
Das ehemalige Kaiserliche Postamt, auch Postamt Bützow ist ein historisierendes Gründerzeitgebäude. Es befindet sich in der Langen Straße 12 in Bützow im Landkreis Rostock in Mecklenburg.

## Geschichte
Das alte Projekt der Herzöge von Mecklenburg, die Verbindung mit Hamburg, war 1701 zur gesicherten Ausführung gelangt. Zwei große Postkurse von Rostock über Bützow, Schwerin, Gadebusch, Ratzeburg und von Neubrandenburg über Güstrow, Sternberg, Schwerin, Boizenburg vermittelten in ununterbrochenem Lauf den Verkehr mit Hamburg; Seitenkurse schlossen auch die abgelegenen Teile des Landes an diese Hauptwege an.
Bereits 1868 besaß Bützow ein selbständiges Postamt mit Telegrafenamt, das bei Kaufmann Hinze, Am Markt 5, Räume gemietet hatte.
Nach der Gründung des Deutschen Reichs 1871, trat am 1. Januar 1872 das Gesetz über das Postwesen, das Posttaxwesen und die Postordnung der Reichspost, maßgeblich unter der Leitung von Heinrich von Stephan in Kraft. Das Post- und Telegrafenwesen blieb beim Gesamtstaat.
Der Holzschaufel-Fabrikant Joachim Burmeister zu Bützow, ließ das Wohn- und Geschäftsgebäude, nach Plänen der Reichspost errichten. Das zweigeschossige verklinkerte Eckgebäude mit dem markanten, reich dekorierten zweigeschossigen Giebelrisalit und Portal an der Ecke, sowie dem Kraggesims wurde im typischen Stil vieler damaliger Postgebäude erbaut. Im Erdgeschoss waren die Diensträume für den Postbetrieb, im Obergeschoss später für den Telegrafen- und Telefonbetrieb sowie die Dienstwohnung des Postamtsvorstehers.
(Siehe auch: Postamt Warnemünde, Postamt Sternberg,  Postamt Wittenburg, Postamt Stralsund, Postamt Malchin, Postgebäude (Grimmen).)
Am 1. Oktober 1887 wurde im Beisein des Generalpostdirektor Heinrich von Stephan unter der Verwaltung und oberen Leitung des Deutschen Kaisers, das Postamt zu Bützow, als Postamt I. Klasse eröffnet. Die Deutsche Reichspost pachtete das Gebäude. Das Amt nahm gleichzeitig den Telegraphendienst auf. Als erster Postdirektor wurde Friedrich Heinrich Andreas Johann Ludwig Fründt berufen.
Im Juni 1890 erfolgte die Gründung einer Schule zur Vorbereitung für das Postgehilfenexamen. An der Anstalt unterrichteten 8 Lehrer. Die Schule ging aber 1895 wieder ein. Das Telefon hielt im Juni 1898 seinen Einzug in die Stadt. Die Anzahl der Anschlüsse lag zuerst bei acht, schon 1905 waren es bereits 50. Nach einer Mietszeit von 25 Jahren wurde 1912, dass Postgebäude von der Postverwaltung für rund 86 000 Mark angekauft.
Ab 1920 gab es nur noch eine Reichspostverwaltung, für Bützow war die 1868 gegründete Oberpostdirektion Schwerin zuständig.

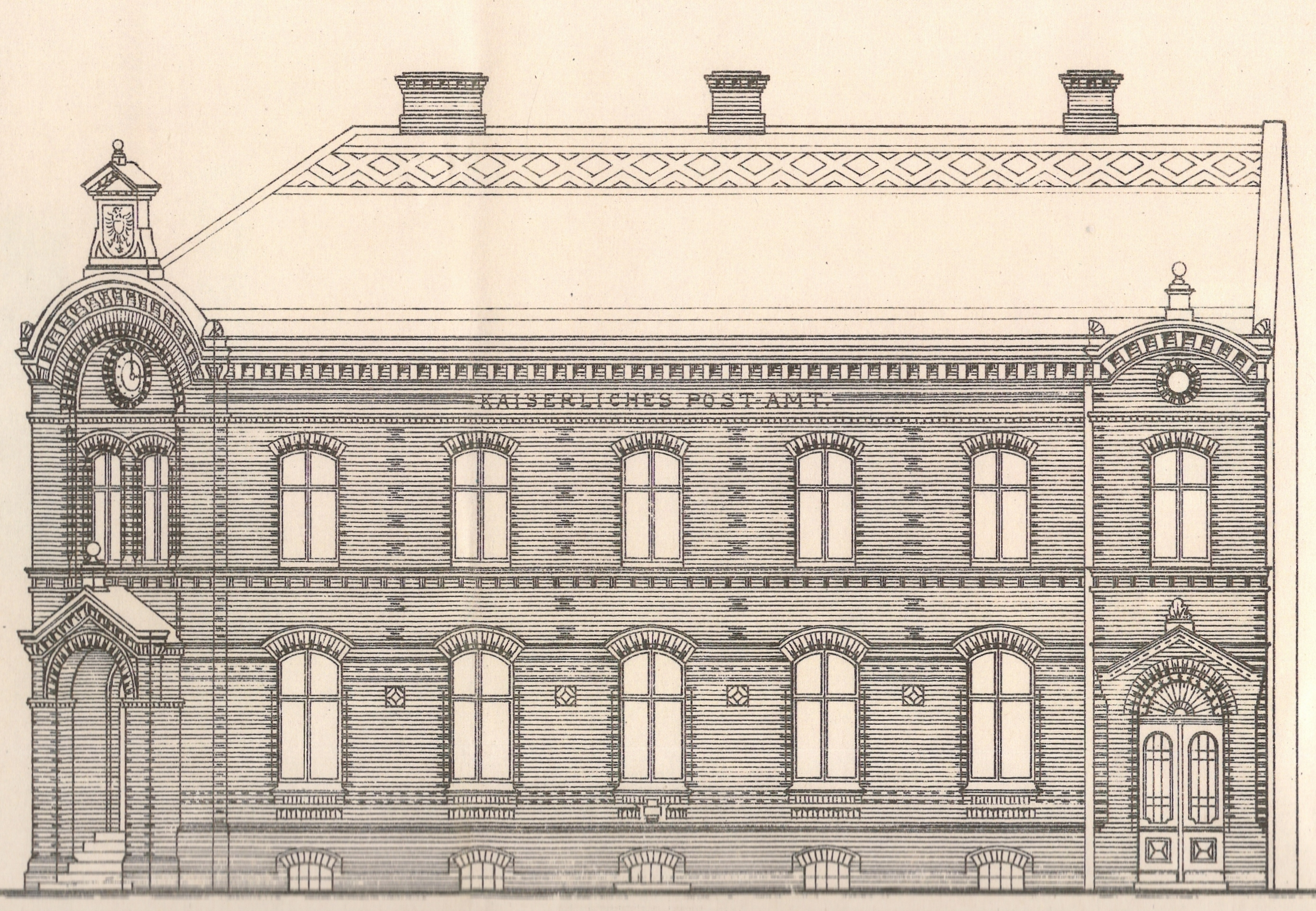
Vorderseite Postgebäude (Ansicht von der Langestraße)
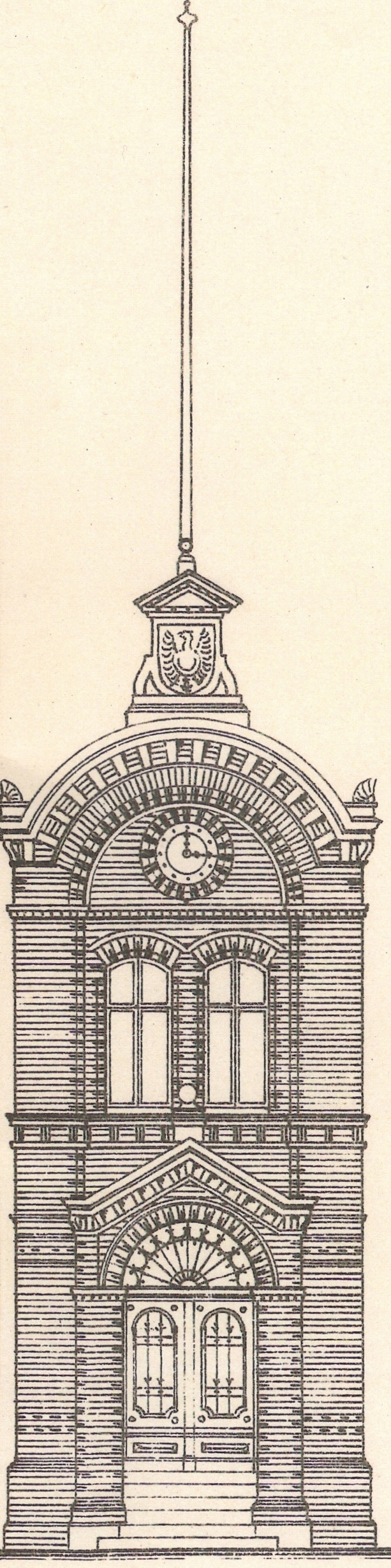
Eingangsportal (Ecke Langestraße/Jungfernstraße)
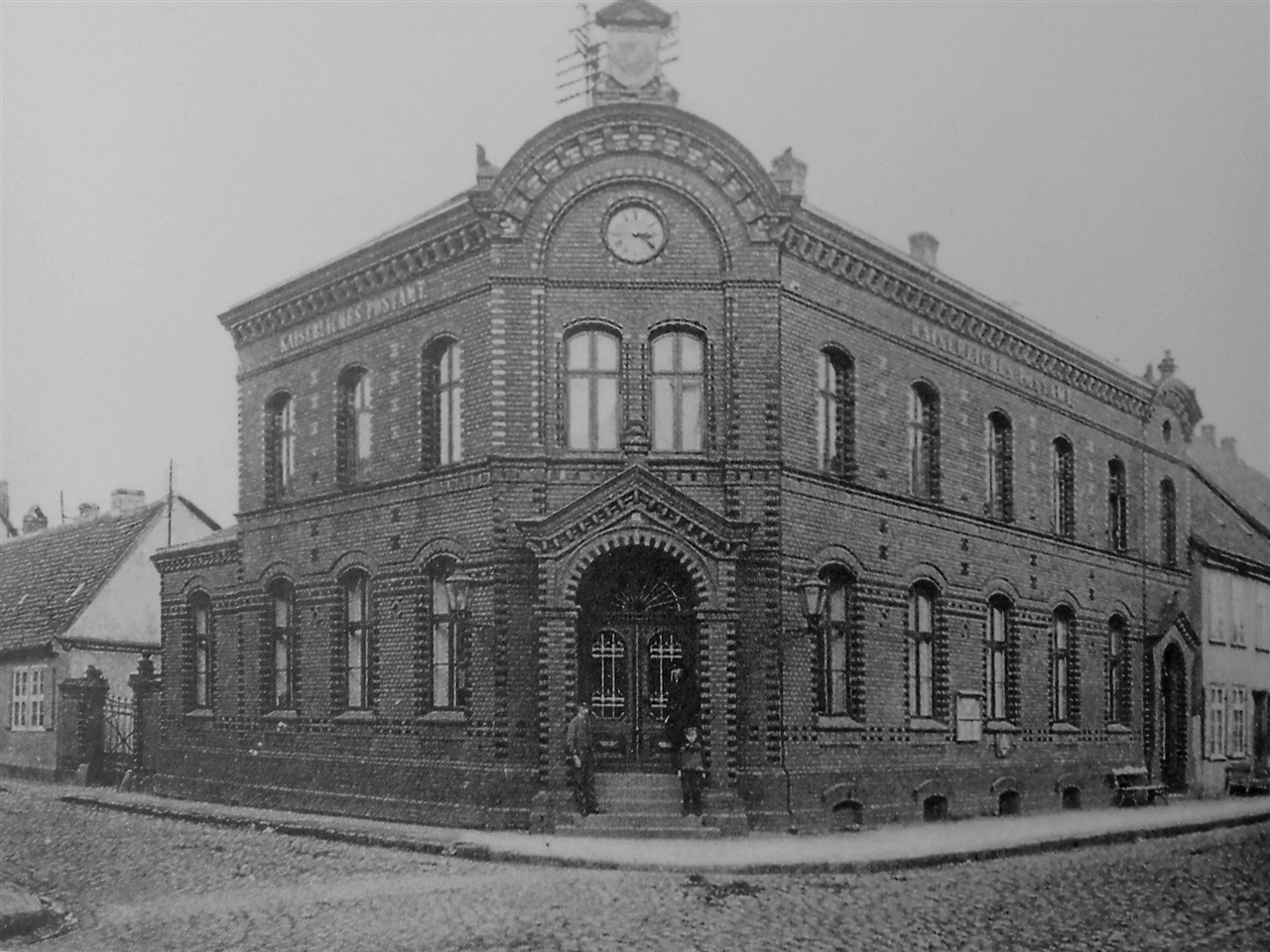
Kaiserliches Postamt um 1900

### 1930–1945

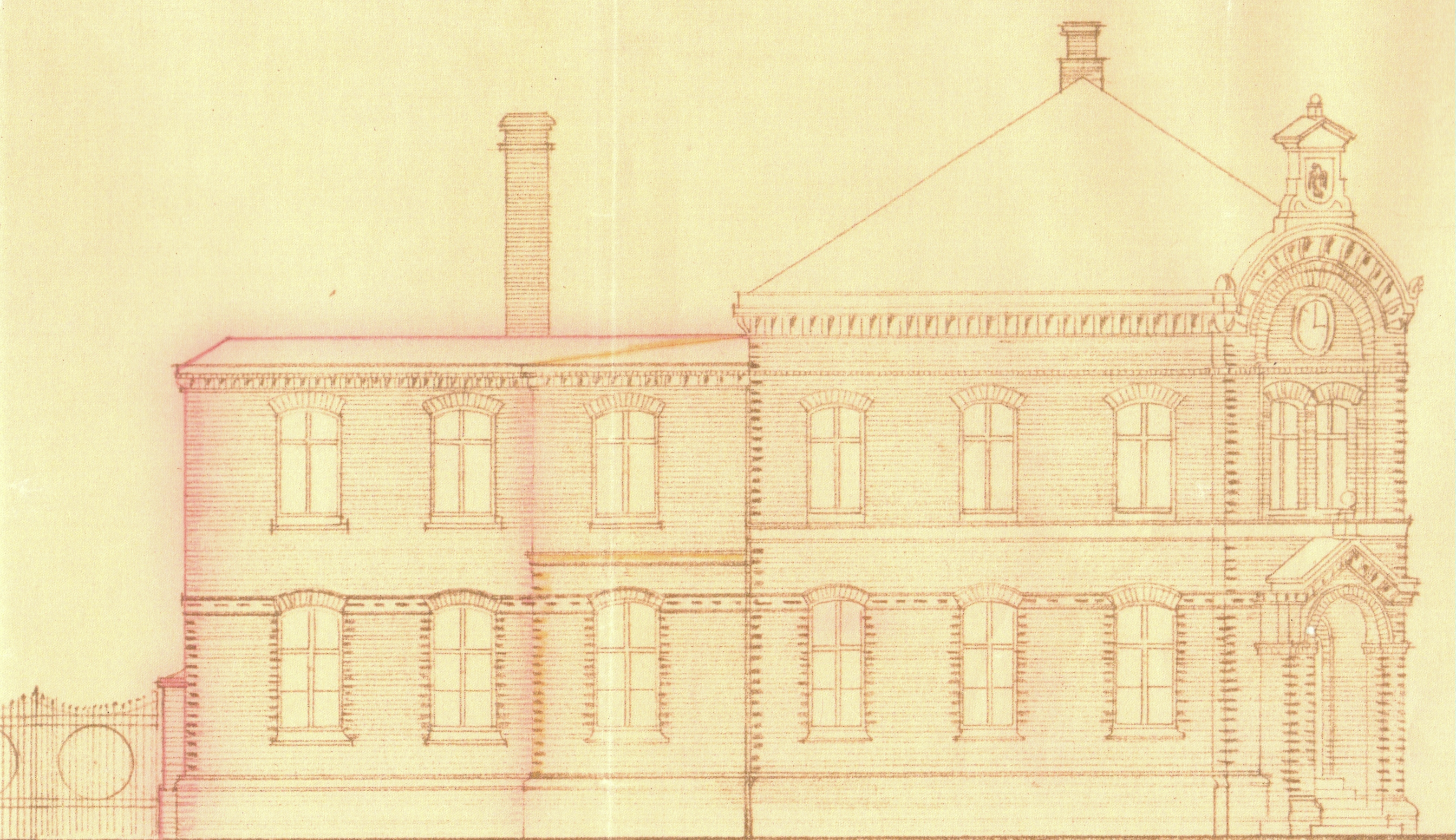
Anbau in der Jungfernstraße (Rot gekennzeichnet)

Die Postverwaltung ließ im Januar 1930 eine WC-Anlage am Seitenflügel in der Jungfernstraße als Backstein-Anbau errichten.

### 1945–1989
Der Deutschen Zentralverwaltung für das Post- und Fernmeldewesen der Sowjetischen Militäradministration in Deutschland unterstand ab Juli 1945 auch das Nachrichtenwesen der gesamten sowjetisch besetzten Zone. Mit der Gründung der DDR 1949 folgte die Gründung der Deutschen Post. Das Bützower Postamt unterstand dem Hauptpostamt Güstrow und der Oberpostdirektion Schwerin. Um 1970 entstand ein weiterer Anbau in der Jungfernstraße. Man unterschied folgende Arbeitsbereiche: Zustellungsdienst, Fernmeldedienst, Entstörungsabteilung und den Postzeitungsvertrieb. Täglich wurden im Kreis Bützow über 10.000 Tageszeitungen verteilt, dabei halfen die über 30 Poststellen des Kreises mit ihren Mitarbeitern. Die Belieferung erfolgte per Fuß oder durch Postfahrzeuge.

### 1990–1995
Zum 3. Oktober 1990 wurde im Zuge der Deutschen Wiedervereinigung gemäß Artikel 27 des Einigungsvertrages die Deutsche Post (DDR) mit der Deutschen Bundespost verschmolzen. Das Bützower Postamt wurde in die Deutsche Bundespost eingegliedert und war nach der Privatisierung seit 1995 der Deutsche Post AG zugehörig.

### Gegenwart
Durch den Verkauf des Postgebäudes durch die Deutsche Post AG im Jahr 2013, wurde das privatisierte Haus im Rahmen der Städtebauförderung der Stadt Bützow zu einem Wohn- und Geschäftshaus umgebaut und saniert.
Die Filiale 531 der Deutschen Post befindet sich heute in der Langestraße 18. Ein Briefverteilzentrum der Post wurde am Nebelring 11 eingerichtet.